# Hans Taubner
Hans Taubner fue un deportista checoslovaco que compitió en luge. Ganó una medalla de bronce en el Campeonato Europeo de Luge de 1935, en la prueba doble.

## Palmarés internacional
| Campeonato Europeo | Campeonato Europeo | Campeonato Europeo | Campeonato Europeo |
| Año                | Lugar              | Medalla            | Prueba             |
| ------------------ | ------------------ | ------------------ | ------------------ |
| 1935               | Krynica (Polonia)  | Medalla de bronce  | Doble              |